# Joe E. Tata
Joseph Evan Tata (New York, 13 september 1936 – Los Angeles, 24 augustus 2022) was een Amerikaans acteur, die bekend was vanwege zijn rol als Peach Pit-eigenaar Nat Bussichio in Beverly Hills, 90210, die hij gedurende tien jaar speelde.
Tata had verder gastrollen in The Outer Limits, Gomer Pyle, U.S.M.C., Hogan's Heroes, The Time Tunnel, Lost in Space, Voyage to the Bottom of the Sea, Batman, Green Acres, Mission: Impossible, Love, American Style, Emergency!, Mannix, Adam-12, Ironside, The Streets of San Francisco, Police Woman, Quincy, M.E., The New Adventures of Wonder Woman, The Rockford Files, The Fall Guy, Simon & Simon, The A-Team, Hill Street Blues, Magnum, P.I., General Hospital en Charmed.
In 2018 werd bij hem alzheimer vastgesteld. Tata overleed in augustus 2022 op 85-jarige leeftijd.